# Torrent de l'Avena
El Torrent de l'Avena és un corrent fluvial afluent per l'esquerra de la Riera dels Plans, al Bages.

## Municipis per on passa
El curs del Torrent de l'Avena transcorre íntegrament pel terme municipal de Sant Mateu de Bages.

## Xarxa hidrogràfica
La xarxa hidrogràfica del Torrent de l'Avena està constituïda per 7 cursos fluvials que sumen una longitud total de 4.749 m.

### Distribució municipal
El conjunt de la seva xarxa hidrogràfica transcorre íntegrament pel terme municipal de Sant Mateu de Bages.